# Bein mont
Bein mont (tiếng Miến Điện: ဘိန်းမုန့်; phát âm [béɪɴmo̰ʊɴ], n.đ. 'bánh anh túc') là một món ăn nhẹ hay mont truyền thống của người Myanmar.
Món ăn nhẹ này là một loại bánh kếp được nướng bằng bột gạo ngâm với đường thốt nốt, dừa tươi bào sợi và trang trí với hạt mè, đậu phộng và hạt anh túc, do đó có tên như vậy.